# Кануни Султан Сюлейман (мост)
Мостът Кануни Султан Сюлейман (на турски: Kanuni Sultan Süleyman Köprüsü), известен още като моста Бююкчекмедже, е каменен сводест мост, разположен в Бююкчекмедже, на 36 км западно от центъра на Истанбул, Турция, от европейската страна на Босфора.
Мостът е построен през османския период от главния архитект Мимар Синан (ок. 1488/1490–1588), през устието на големия, но плитък залив, известен като езерото Бююкчекмедже. Строежът започва през 1566 г. и мостът е открит през 1567 г. По време на строителството се съобщава, че водата е изпомпана от езерото Бююкчекмедже и 40 000 m3 камъни са поставени на място.
Мостът се състои от 28 участъка и е разделен на четири секции от наличието на три плитки островчета по дължината му. Неговата роля да обслужва големи обеми трафик като комуникационна артерия е поета от широк модерен пътен мост откъм морето, но мостът от шестнадесети век е популяризиран заради своите символични и исторически резонанси. Между 1986 и 1989 г. е реставриран със значителни разходи.
|  | Тази страница частично или изцяло представлява превод на страницата Kanuni Sultan Suleiman bridge (Istanbul) в Уикипедия на английски. Оригиналният текст, както и този превод, са защитени от Лиценза „Криейтив Комънс – Признание – Споделяне на споделеното“, а за съдържание, създадено преди юни 2009 година – от Лиценза за свободна документация на ГНУ. Прегледайте историята на редакциите на оригиналната страница, както и на преводната страница, за да видите списъка на съавторите. ВАЖНО: Този шаблон се отнася единствено до авторските права върху съдържанието на статията. Добавянето му не отменя изискването да се посочват конкретни източници на твърденията, които да бъдат благонадеждни. |